# قنات نو (جهاد أباد كرمان)
قنات نو (بالفارسية: قنات‌نو) هي منطقة سكنية تقع في إيران في البلدة المركزية. يقدر عدد سكانها بـ 108 نسمة .